# Yola bicarinata
Yola bicarinata là một loài bọ cánh cứng trong họ Bọ nước. Loài này được Latreille miêu tả khoa học năm 1804.